# Pepsin
Pepsin er et enzym, der kan spalte proteiner til peptider. Det findes i maven og aktiveres af den saltsyre, som findes i mavesyren. Pepsin har et pH-optimum på omkring 2.
Pepsin er et af mavesaftens vigtigste fordøjelsesenzymer.
| Naturvidenskab | Spire Denne naturvidenskabsartikel er en spire som bør udbygges. Du er velkommen til at hjælpe Wikipedia ved at udvide den. |